# Gante-Wevelgem 1946
La Gante-Wevelgem 1946 fue la 8.ª edición de la carrera ciclista Gante-Wevelgem y se disputó el 26 de mayo de 1946 sobre una distancia de 200 km.  
El belga Ernest Sterckx (La Française) ganó en la prueba al imponerse al sprint a sus dos compañeros de fuga, sus compatriotas Maurice Desimpelaere y Michel Remue, segundo y tercero respectivamente.  

## Clasificación final
| Posición | Ciclista             | Equipo             | Tiempo    |
| -------- | -------------------- | ------------------ | --------- |
| 1        | Ernest Sterckx       | La Française       | 5h 42'00" |
| 2        | Maurice Desimpelaere | Alcyon-Dunlop      | m.t.      |
| 3        | Michel Remue         | Alcyon-Dunlop      | m.t.      |
| 4        | Karel Debaere        | Mercier-Hutchinson | a 2'30"   |
| 5        | Stan Ockers          | Metropole-Dunlop   | a 2'35"   |
| 6        | Achiel Buysse        | Dilecta            | a 3'03"   |
| 7        | Maurice Deschacht    | Individual         | a 3'08"   |
| 8        | Omer Huwel           | Individual         | a 5'40"   |
| 9        | Frans Bonduel        | Dilecta            | a 6'00"   |
| 10       | René Janssens        | Metropole-Dunlop   | a 8'00"   |